# Emblyna oregona
Emblyna oregona là một loài nhện trong họ Dictynidae.
Loài này thuộc chi Emblyna. Emblyna oregona được Willis J. Gertsch miêu tả năm 1946.